# Oryzopsis paradoxa
Oryzopsis paradoxa là một loài thực vật có hoa trong họ Hòa thảo. Loài này được (L.) Nutt. mô tả khoa học đầu tiên năm 1823.